# Cecily von Ziegesar
Cecily von Ziegesar (ur. 27 czerwca 1970) – amerykańska pisarka, autorka powieści dla nastolatek. Uczęszczała do prywatnej szkoły na Manhattanie w Nowym Jorku.

## Życiorys
Sukces komercyjny przyniosła jej wydana również w Polsce seria powieści Plotkara (ang. The Gossip Girl) rozpoczęta w 2000 roku i opisująca styl życia bogatych nastolatków z Upper East Side, eleganckiej dzielnicy Nowego Jorku. W maju 2008 roku w USA wydano pierwszą części powieści („The Carlyle triplets”), której akcja toczy się w Nowym Jorku po wyjeździe głównych bohaterów do college’ów. Jej książki były natchnieniem do wyprodukowania serialu Gossip Girl.
Seria Plotkara trafiła w 2002 na listę bestsellerów „New York Timesa”. Jej spin-off, Dziewczyna Super, znalazł się tam w roku 2005.

## Twórczość

### SeriaPlotkara
1. Plotkara (Gossip Girl)[potrzebny przypis]
2. Wiem, że mnie kochacie. Plotkara 2 (You Know You Love Me)
3. Chcę tylko wszystkiego. Plotkara 3 (All I Want Is Everything)
4. Bo jestem tego warta. Plotkara 4 (Because I’m Worth It)
5. Tak jak lubię. Plotkara 5 (I Like It Like That)
6. Tylko Ciebie chcę. Plotkara 6 (You’re the One That I Want)
7. Nikt nie robi tego lepiej. Plotkara 7 (Nobody Does It Better)
8. Nie zatrzymasz mnie przy sobie. Plotkara 8 (Nothing Can Keep Us Together)
9. Tylko w twoich snach. Plotkara 9 (Only In Your Dreams)
10. Nigdy ci nie skłamię. Plotkara 10. (Would I Lie To You?)
11. Nie zapomnij o mnie. Plotkara 11. (Don’t You Forget About Me)
12. To musiałeś być ty. Plotkara 12 (It Had to Be You) (prequel) – W Polsce wydana jako: „Plotkara Początek – Jak się zaczęło” oraz „Plotkara Początek – A miało być tak pięknie” (ciąg dalszy)
13. Zawsze będę cię kochać. Plotkara 12 (I will always love you) – najnowsza książka z serii napisana jako dalsza część poprzednich Plotkar
14. Wejście Carlsów. Plotkara 12 (The Caryles)
15. Nigdy nie mów dość. Wejście Carlsów. Plotkara 13 (You just can’t get enough)
16. Daj mi szansę. Wejście Carlsów. Plotkara 14 (Take a chance on me)
17. Kochaj tego z kim jesteś. Wejście Carlsów. Plotkara 15 (Love the One You’re With) – premiera ang: październik 2009

### SeriaDziewczyna super
1. Dziewczyna super (The It Girl)[potrzebny przypis]
2. Dziewczyna super 2. Kolejna odsłona (Notorious)
3. Dziewczyna super 3. Niepokorna (Reckless)
4. Dziewczyna super 4. Bez przebaczenia (Unforgettable)
5. Dziewczyna Super 5. Szczęściara (Lucky)
6. Dziewczyna Super 6. Pokusa (Tempted)
7. Dziewczyna Super 7. Żenada (Infamous)
8. Dziewczyna Super 8. Idolka (Adored)
9. Dziewczyna Super 9. Devious – premiera ang: listopad 2009
10. Dziewczyna Super 10. Classic

### Inne
Autorka obecnie pracuje nie tylko nad powyższymi seriami, ale również nad nową serią o nazwie The Cum Laude Series, a pierwsza książka z tej serii, Cum Laude, została wydana 1 czerwca 2010 roku. Natomiast 10 listopada 2020 roku autorka wydała swoją najnowszą książkę, Cobbie Hill. Ponadto pracuje też nad kolejną częścią Plotkary, ale nie Wejścia Carlsów, tylko następnej części po Nie zapomnij o mnie. Plotkara 11. Nadal jednak jej szczegóły nie są dopracowane, ponieważ autorka poplątała trochę historie bohaterów w Wejściu Carlsów.